# Sū Minazuki
Sū Minazuki (水無月すう?, Minazuki Sū; Prefettura di Fukuoka, ...) è un fumettista giapponese.

## Opere
- Night Keeper
- Watashi no Messiah-sama (2002-2004)
- ENDLESS PAIN
- Judas (2004-2006)
- Angeloid - Sora no otoshimono (2007)
- Gou-dere bishoujo nagihara sora (2008)
- He~nshin!! - Sonata Birdie Rush (2008)
- Daisuki desu!! Mahou tenshi kosumasu - Cosmos (2010)
- Plunderer